# Gare de Lundamo
La gare de Lundamo est une gare ferroviaire norvégienne de la ligne de Dovre située dans le village de Lundamo qui fait partie de la commune de Melhus.
Elle compte parmi les plus anciennes gares de la ligne de Dovre puisqu'elle se trouve sur le tronçon Trondheim-Støren qui fut inauguré en 1864.
La gare se situe à 514,78 km d'Oslo. Aujourd'hui, seuls les trains régionaux s'y arrêtent.